# Oreodera
Oreodera es un género de escarabajos longicornios.

## Especies
- Oreodera achatina Erichson, 1847
- Oreodera adornata Martins & Galileo, 2005
- Oreodera advena Martins & Galileo, 2005
- Oreodera aerumnosa Erichson, 1847
- Oreodera aestiva Neouze & Tavakilian, 2010
- Oreodera affinis Gahan, 1892
- Oreodera aglaia Monné & Fragoso, 1988
- Oreodera albata Villiers, 1971
- Oreodera albicans Monné & Fragoso, 1988
- Oreodera albilatera Martins & Monné, 1993
- Oreodera aliciae McCarty, 2005
- Oreodera amabilis Monné & Fragoso, 1988
- Oreodera basicretata Neouze & Tavakilian, 2010
- Oreodera basipenicillata Tippmann, 1960
- Oreodera basiradiata Tippmann, 1960
- Oreodera beneluzi Neouze & Tavakilian, 2010
- Oreodera bituberculata Bates, 1861
- Oreodera boliviana Tippmann, 1960
- Oreodera boucheri Neouze & Tavakilian, 2010
- Oreodera brailovskyi Chemsak & Noguera, 1993
- Oreodera c-album Bates, 1872
- Oreodera candida Marinoni & Martins, 1978
- Oreodera canotogata Bates, 1872
- Oreodera charisoma Lane, 1955
- Oreodera chemsaki McCarty, 2001
- Oreodera cinerea Audinet-Serville, 1835
- Oreodera cocoensis (Linsley & Chemsak, 1966)
- Oreodera copei McCarty, 2001
- Oreodera corticina Thomson, 1865
- Oreodera costaricensis Thomson, 1865
- Oreodera cretata Bates, 1861
- Oreodera cretifera Pascoe, 1859
- Oreodera crinita Monné & Fragoso, 1988
- Oreodera curiosa Galileo & Martins, 2007
- Oreodera curvata Martins & Monné, 1993
- Oreodera dalensi Tavkilian & Neouze, 2011
- Oreodera durantoni Neouze & Tavakilian, 2010
- Oreodera exigua Monné & Fragoso, 1988
- Oreodera fasciculosa Thomson, 1865
- Oreodera feuilleti Neouze & Tavakilian, 2010
- Oreodera flavopunctata Fuchs, 1958
- Oreodera fluctuosa Bates, 1861
- Oreodera forsteri Tippmann, 1960
- Oreodera glauca (Linnaeus, 1758)
- Oreodera goudoti (White, 1855)
- Oreodera granulifera Bates, 1872
- Oreodera granulipennis Zajciw, 1963
- Oreodera graphiptera Bates, 1885
- Oreodera griseozonata Bates, 1861
- Oreodera hassenteufeli (Fuchs, 1959)
- Oreodera hoffmanni (Thomson, 1860)
- Oreodera hovorei Neouze & Tavakilian, 2010
- Oreodera howdeni Monné & Fragoso, 1988
- Oreodera inscripta Bates, 1872
- Oreodera jacquieri Thomson, 1865
- Oreodera kawasae Santos-Silva, Van Roie & Jocqué, 2021
- Oreodera kawensis Neouze & Tavakilian, 2010
- Oreodera lanei Monné & Fragoso, 1988
- Oreodera larrei Neouze & Tavakilian, 2010
- Oreodera lateralis (Olivier, 1795)
- Oreodera leucostigma Monné & Fragoso, 1988
- Oreodera lezamai Hovore, 1989
- Oreodera luteogrisea Neouze & Tavakilian, 2010
- Oreodera macropoda Marinoni & Martins, 1978
- Oreodera mageia Martins, Galileo & Tavakilian, 2008
- Oreodera magnifica Martins & Monné, 1993
- Oreodera magnoi Monné & Fragoso, 1988
- Oreodera marinonii Monné & Fragoso, 1988
- Oreodera melzeri Monné & Fragoso, 1988
- Oreodera mimetica Lane, 1970
- Oreodera minima Galileo & Martins, 1999
- Oreodera mocoiatira Galileo & Martins, 1998
- Oreodera modesta Monné & Fragoso, 1988
- Oreodera morvanae Neouze & Tavakilian, 2010
- Oreodera neglecta Melzer, 1932
- Oreodera nivea Martins & Galileo, 2005
- Oreodera noguerai McCarty, 2001
- Oreodera obsoleta Bates, 1874
- Oreodera occulta Monné & Fragoso, 1988
- Oreodera ohausi Melzer, 1930
- Oreodera olivaceotincta Tippmann, 1953
- Oreodera olivosimplex Neouze & Tavakilian, 2010
- Oreodera omissa Melzer, 1932
- Oreodera paulista Tippmann, 1953
- Oreodera podagrica Neouze & Tavakilian, 2010
- Oreodera purpurascens Bates, 1880
- Oreodera pustulosa Monné & Fragoso, 1988
- Oreodera quinquetuberculata (Drapiez, 1820)
- Oreodera rhytisma Monné & Fragoso, 1988
- Oreodera roppai Monné & Fragoso, 1988
- Oreodera rufofasciata Bates, 1861
- Oreodera seabrai Monné & Fragoso, 1988
- Oreodera semialba Bates, 1874
- Oreodera semiporosa Tippmann, 1960
- Oreodera sensibilis Galileo & Martins, 2007
- Oreodera seraisorum Neouze & Tavakilian, 2010
- Oreodera sericata Bates, 1861
- Oreodera sexplagiata Melzer, 1931
- Oreodera simplex Bates, 1861
- Oreodera sororcula Martins & Monné, 1993
- Oreodera stictica Monné & Fragoso, 1988
- Oreodera tenebrosa Thomson, 1864
- Oreodera tijuca Marinoni & Martins, 1978
- Oreodera triangularis Galileo & Martins, 2007
- Oreodera trinitensis Neouze & Tavakilian, 2010
- Oreodera tuberculata Thomson, 1864
- Oreodera tuberculifera Galileo & Martins, 2007
- Oreodera tuberosa Monné & Fragoso, 1988
- Oreodera turnbowi McCarty, 2001
- Oreodera undulata Bates, 1861
- Oreodera veronicae Neouze & Tavakilian, 2010
- Oreodera verrucosa Bates, 1872
- Oreodera vulgata Monné & Fragoso, 1988
- Oreodera wappesi McCarty, 2001
- Oreodera zikani Melzer, 1930